# Cénéré de Saulges
Cénéré de Saulges ou Sénéré ou Céneré ou Sérène ou Sérenède (né vers 600 à Spolète en Italie et mort vers 669 ou en 680) est un religieux catholique italien du VIIe siècle.
C'est un saint chrétien fêté le 7 mai, avec son frère Saint Céneri, ou localement le 16 août.

## Histoire et tradition
Né dans une famille noble d'Ombrie, en Italie centrale, contemporain du pape Martin Ier, sa réputation l'aurait fait nommer à Rome cardinal-diacre; c'est dans ce costume qu'il est représenté traditionnellement depuis le XIIe siècle. Fuyant les honneurs il arrive dans le Maine en 649 à l'époque des rois mérovingiens Clovis II et Clotaire III en compagnie de son frère Saint Céneri pour y vivre dans la pénitence comme ermite et prêcher auprès des populations locales. Il appartient à la vague d'ermites évangélisateurs du Maine : saint Longis, Saint Ernier, Saint Fraimbaut, saint Trèche, saint Constantien. Il aurait fait jaillir une source sur le lieu de son ermitage, source vénérée et site de pèlerinage à la chapelle reconstruite en 1849 appelée Oratoire de Saint-Céneré, au lieu qui porte son nom, près de Saulges (Mayenne) dans le diocèse du Mans. C'est là qu'il aurait fondé l’église où sont vénérées ses reliques.
Il serait mort en 680 des suites d'une maladie. Initialement enterré dans l'église saint Pierre, au VIIIe siècle ses reliques sont translatées à la cathédrale Saint-Maurice d'Angers; ultérieurement elles seront rendues et placées dans l'église de Saint-Céneré, un reliquaire contenant une petite partie de son corps est exposé dans le transept nord de l'Église Saint-Pierre de Saulges

## Pèlerinage, légendes, miracles et hagiographie

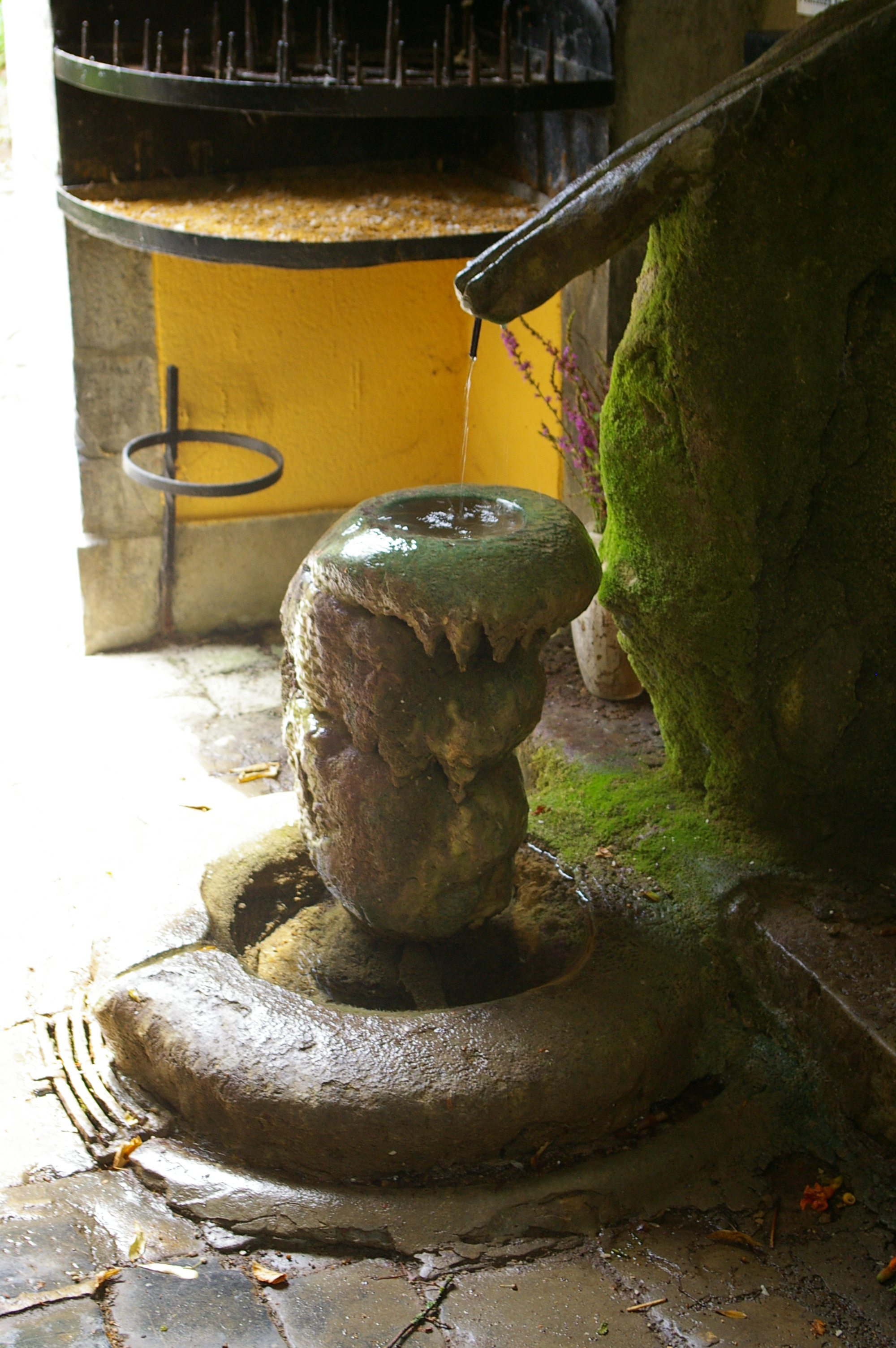
La source de l'ermitage

Depuis plus d'un millénaire il fait l'objet d'une vénération. Un pèlerinage annuel a lieu en août à l'oratoire de Saint-Céneré. De nombreux pèlerins viennent vénérer les reliques du saint à Saulges et voir la source miraculeuse qu'il aurait fait jaillir.
Le miracle à l'origine de la source de l'ermitage est rapporté par Gosse Dupéron : une jeune fille allant faire des libations prit pitié de l'ermite; dans ses prières pour elle les larmes du saint firent jaillir la source. Une autre légende se rapporte à la source : un mécréant boucha avec un bâton l'écoulement de la source, rentré chez lui il fut pris de violentes douleurs et empêché de toute miction; son mal cessa quand revenant à l'ermitage il libéra la source. Ces légendes et la présentation de la source la font surnommer "le petit saint qui pisse", celui qui n'a pas vu la fontaine ne peut pas comprendre. Les ermitages sont souvent liés à une source.
Il a une grande réputation de thaumaturge, guérit un lépreux par la prière, un aveugle par un signe de croix. Son hagiographie rapporte également que sur la demande de l'évêque du Mans saint Béraire, il délivra le pays d'une terrible sécheresse, d'une épouvantable famine et d'une meurtrière épidémie. Cette démarche de l'évêque doit se comprendre à la lumière de la distance entre la communauté chrétienne urbaine dépendant de l'évêque et ces foyers d'évangélisation autour des ermites plus à l'ouest,.

## Représentations
De nombreuses représentations du saint sont visibles, surtout en Mayenne, Sarthe et Maine-et-Loire en statue ou en peinture; leurs exécutions s'étalent du XIIe au XXe siècle. Le saint est reconnaissable à son habit de cardinal avec lequel il est habituellement représenté. Elles marquent la dévotion encore présente dont il est l'objet dans cette région contrairement à son absence de notoriété au-delà.
Un bas-relief à la Cathédrale Saint-Maurice d'Angers où ses reliques ont été vénérées est cité par l'abbé Angot.
Des fresques du XVe siècle à la chapelle saint Pierre de Varennes-Bourreau, (Saint-Denis-d'Anjou) le montrent aux côtés de son frère.
Egalement à Saint-Denis-d'Anjou il est reconnaissable sur une fresque du mur sud de la nef romane de la Chapelle Saint-Martin de Villenglose.
Une curiosité plus récente : le mémorial aux morts de 14-18 dans l'église Notre Dame de Saulges : le thème est classique, entre le poilu, le Gaulois et le prêtre aidant un mourant sur le front ; ce qui est moins habituel c'est saint Céneré qui en haut l’accueille au paradis.

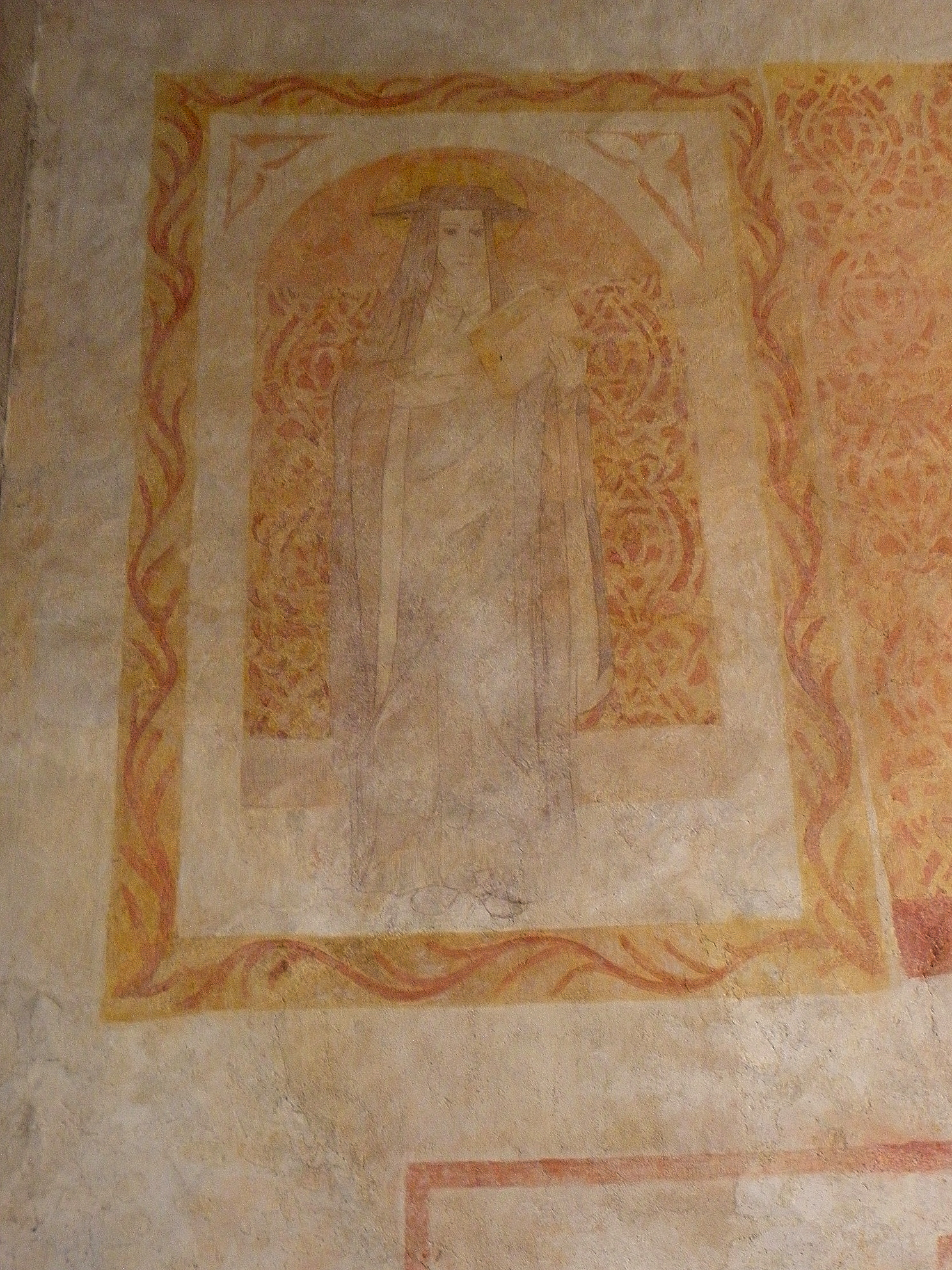
Fresque, chapelle saint Pierre XVIe siècle.
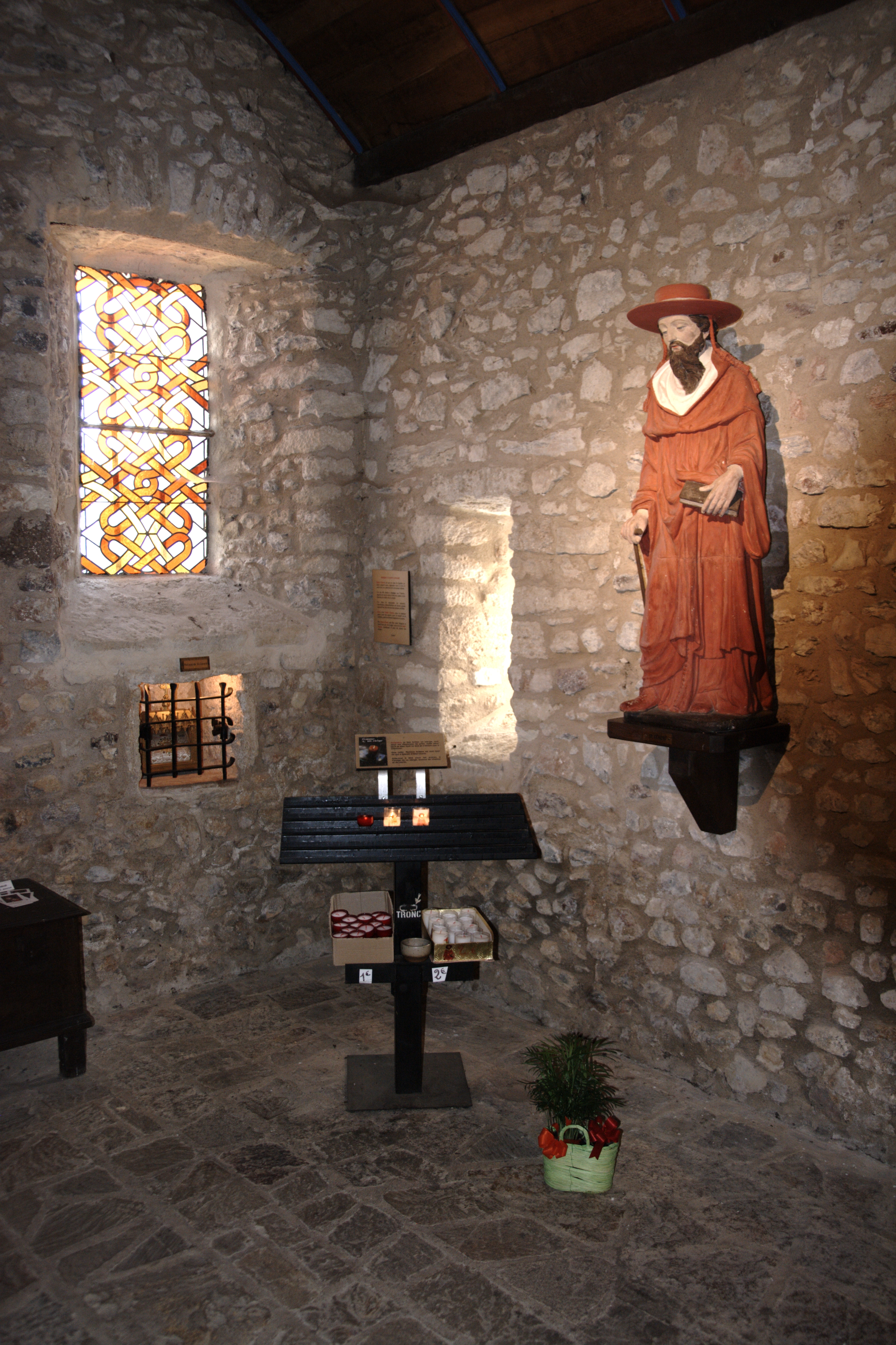
Terre cuite, chapelle saint Pierre transept nord XVIIe siècle.
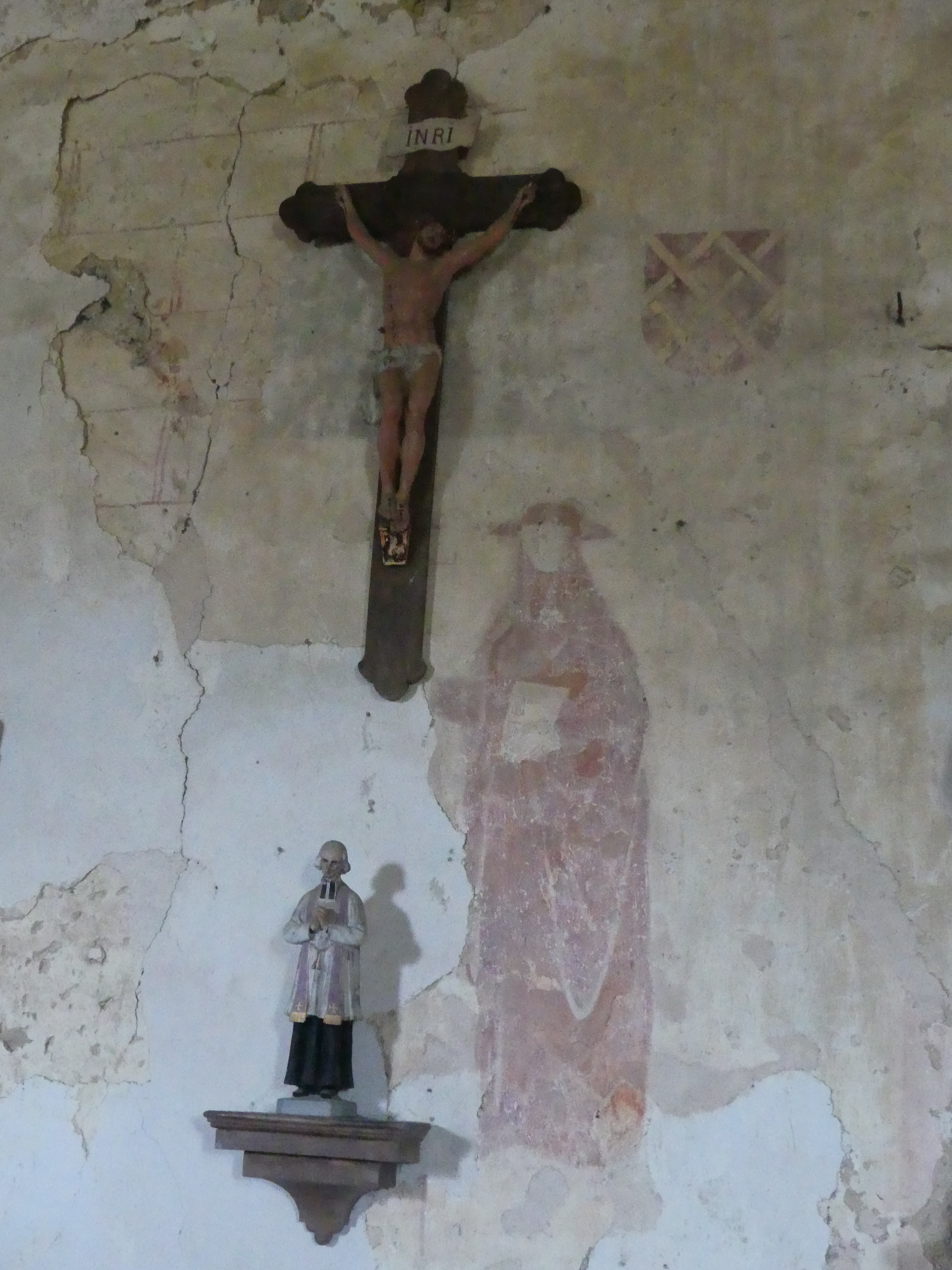
Fresque, chapelle saint Martin de Villenglose XIIIe siècle?.
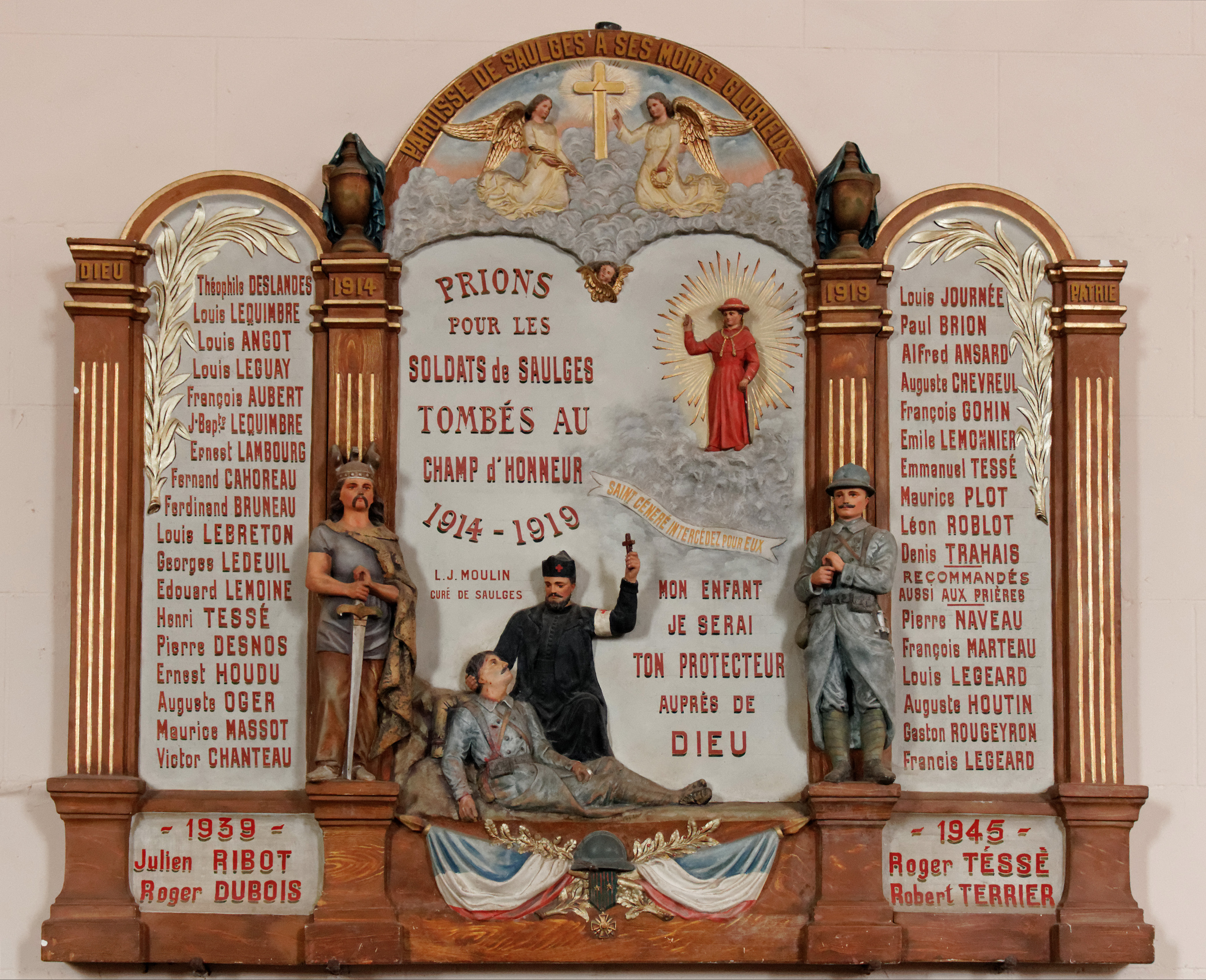
monument aux morts de 14-18 église Notre Dame Saulges, plâtre peint 1920.
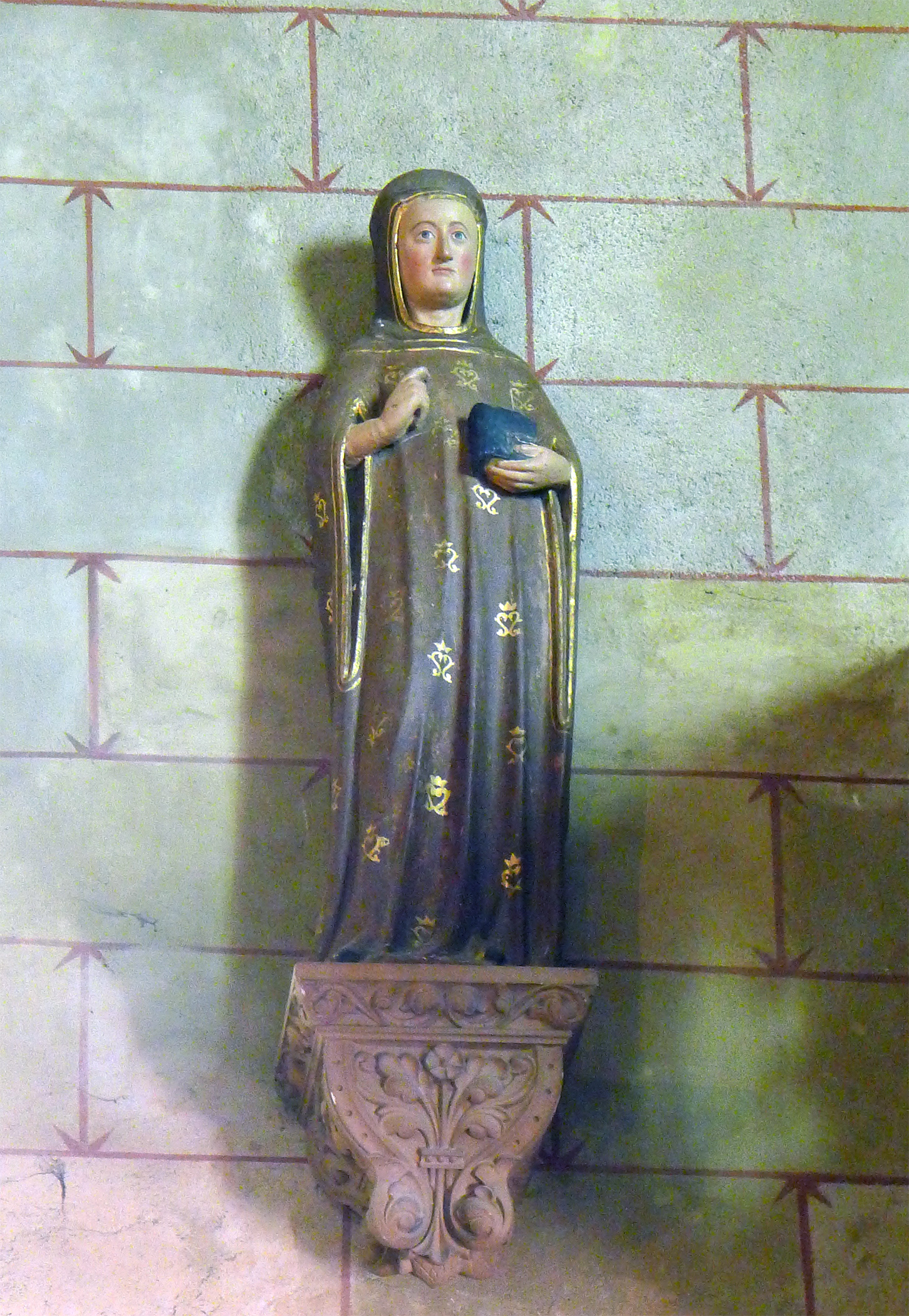
Statue de Saint-Céneré dans l'église Saint-Pierre de Chenillé-Changé (Maine-et-Loire, France).